# 부르크라우에넨역
부르크라우에넨역(독일어: Bahnhof Burglauenen)은 스위스 베른주 그린델발트의 기차역이다. 이 역은 베르너 오버란트 철도의 노선 상에 있으며, 인터라켄 오스트와 그린델발트 행이 운행된다. 역명은 인근 정착지인 부르크라우에넨에서 그 이름을 따왔다.

## 운행편
2020년 12월 운행시간표 변경으로, 다음 철도 서비스는 부르크라우에넨에서 정차한다:
- 레기오: 인터라켄 오스트와 그린델발트 사이에 30분 간격 운행